# الاتورنیو
الاتورنیو (انگلیسی: Alatornio) الاتورنیو یک شهرداری سابق در استان لاپلند، فنلاند است. در سال ۱۹۷۳ با تورینو ادغام شد. در سال ۱۹۷۰، جمعیت الاتورنیو ۸,۵۷۵ نفر بود. 
کلیسای الاتورنیو در سال ۱۷۹۷ به سبک نئوکلاسیک ساخته شد و ساختمان‌های قدیمی‌تری را که از قرن ۱۴ میلادی وجود داشته‌اند جایگزین کرد. امروزه می‌توان بقایای یک کلیسای قرون وسطایی که در قرن ۱۵ ساخته شده است را در مقابل ورودی اصلی مشاهده کرد. این کلیسا به عنوان بخشی از یک میراث جهانی یونسکو محافظت می‌شود.